# 扬眉镇
扬眉镇，是中华人民共和国江西省赣州市崇义县下辖的一个乡镇级行政单位。

## 行政区划
扬眉镇下辖以下地区：
芦江社区、南石村、扬眉寺村、华坪村、小姑村、白枧村、桥头村、阳星村、中坑口村、华芦村和坪田村。